# Port Richey
Port Richey es una ciudad ubicada en el condado de Pasco en el estado estadounidense de Florida. En el Censo de 2010 tenía una población de 2.671 habitantes y una densidad poblacional de 359,46 personas por km².

## Geografía
Port Richey se encuentra ubicada en las coordenadas 28°16′40″N 82°43′42″O / 28.27778, -82.72833. Según la Oficina del Censo de los Estados Unidos, Port Richey tiene una superficie total de 7.43 km², de la cual 5.74 km² corresponden a tierra firme y (22.76%) 1.69 km² es agua.

## Demografía
Según el censo de 2010, había 2.671 personas residiendo en Port Richey. La densidad de población era de 359,46 hab./km². De los 2.671 habitantes, Port Richey estaba compuesto por el 92.47% blancos, el 1.68% eran afroamericanos, el 0.67% eran amerindios, el 1.72% eran asiáticos, el 0.07% eran isleños del Pacífico, el 1.57% eran de otras razas y el 1.8% pertenecían a dos o más razas. Del total de la población el 5.95% eran hispanos o latinos de cualquier raza.